# Putifigari
Putifigari (Putivigàri e Potuvigàri in sardo) è un comune italiano di 667 abitanti della città metropolitana di Sassari. Il paese è situato nell'entroterra algherese; dista circa 23 km da Alghero e 27 da Sassari.

## Storia
L'area fu abitata fin dal Neolitico, per la presenza sul territorio alcune domus de janas con una necropoli.
Durante il medioevo appartenne al giudicato di Torres e fece parte della curatoria di Florinas. Alla caduta del giudicato (1259) passò sotto il dominio della famiglia genovese dei Doria, e successivamente, intorno al 1350, fu oggetto della conquista aragonese.
Nel 1364 il paese venne dato in feudo dal re d'Aragona Pietro IV il Cerimonioso a Pietrino Boyl, creato barone di Putifigari. Da questa famiglia passò a quella sassarese dei Sussarello che vendette il feudo all'arcivescovo Antonio Canopolo. Questi lo donò nuovamente ai Sussarello nel febbraio 1610. Nel XVIII secolo Putifigari fu elevata a marchesato e i Boyl, ritornati in possesso del feudo, a marchesi. Il paese fu riscattato all'ultimo feudatario, Francesco Maria Pilo Boyl, nel 1839 con la soppressione del sistema feudale.

### Simboli
Lo stemma e il gonfalone del comune di Putifigari sono stati concessi con decreto del presidente della Repubblica del 4 gennaio 1988.
Il gonfalone è un drappo troncato di rosso e di azzurro.

## Monumenti e luoghi d'interesse

### Architetture religiose
- Chiesa di Nostra Signora de S'Ena Frisca

### Siti archeologici
- Necropoli di Monte Siseri

## Società

### Evoluzione demografica
Abitanti censiti

### Lingue e dialetti
La variante del sardo parlata a Putifigari è quella logudorese settentrionale.

## Amministrazione
| Periodo        | Periodo        | Primo cittadino              | Partito                               | Carica                | Note   |
| -------------- | -------------- | ---------------------------- | ------------------------------------- | --------------------- | ------ |
| 23 aprile 1995 | 16 aprile 2000 | Francesco Maria Filippo Fele | centro                                | Sindaco               | [ 7 ]  |
| 16 aprile 2000 | 8 maggio 2005  | Francesco Maria Filippo Fele | lista civica                          | Sindaco               | [ 8 ]  |
| 8 maggio 2005  | 15 giugno 2008 | Giancarlo Carta              | lista civica "Giovani"                | Sindaco               | [ 9 ]  |
| 15 giugno 2008 | 26 maggio 2013 | Giancarlo Carta              | lista civica "Insieme per Putifigari" | Sindaco               | [ 10 ] |
| 27 maggio 2013 | 11 giugno 2018 | Giancarlo Carta              | lista civica "Insieme per Putifigari" | Sindaco               | [ 11 ] |
| 11 giugno 2018 | 15 giugno 2019 | Giovanna Luisa Dedola        |                                       | Commissario regionale |        |
| 16 giugno 2019 | 09 giugno 2024 | Giacomo Contini              | lista civica "Putifigari in Primis"   | Sindaco               |        |
| 10 giugno 2024 | in carica      | Antonella Contini            | lista civica "Insieme per il futuro"  | Sindaco               |        |